# Совјетски ратни злочини
Ратни злочин које су починили Совјетски Савез и његове оружане снаге од 1919. до 1991. укључују дела која је починила Црвена армија (касније названа Совјетска армија) као и дела која је починио НКВД, укључујући дела која су почињена од стране Унутрашњих трупа НКВД-а. У неким случајевима су та дела почињена по наређењу совјетског лидера Јосифа Стаљина у складу са политиком Црвеног терора ране совјетске владе. У другим случајевима су почињена без наређења совјетских трупа против ратних заробљеника или цивила земаља које су биле у оружаном сукобу са Совјетским Савезом, или су почињена током партизанског рата.
Значајан број ових инцидената догодио се у северној, средњој, и источној Европи пре, током и после Другог светског рата, укључујући погубљења по кратком поступку и масовна убиства ратних заробљеника, као што су Катињски масакр и масовна силовања од стране трупа Црвене армије на територијама које су окупирали.
Када су савезничке силе у Другом светском рату основале послератни Међународни војни суд за испитивање ратних злочина које је током сукоба починила Нацистичка Немачка, а званичници Совјетског Савеза активно су учествовали у судским процесима, није било испитивања акција совјетских снага и никада нису подигнуте оптужнице против њихових трупа, јер су такође били непоражена сила која је тада држала Источну Европу под војном окупацијом, нарушавајући историјски ауторитет активности Трибунала као делимичне победничке правде.
Данас се руска влада бави историјским негационизмом. Руски медији називају ратне злочине "Западним митом", у руским уџбеницима историје зверства су или измењене да би Совјете приказали позитивно или у потпуности изостављена. У интервјуу из јуна 2017. године, руски председник Владимир Путин признао је "страхоте стаљинизма", али је такође критиковао "прекомерну демонизацију Стаљина" од стране "руских непријатеља".

## Позадина
Совјетски Савез није признао потписивање Хашке конвенције из 1899. и 1907. године од стране Руске Империје као обавезујуће и као резултат тога одбио је да их призна до 1955. године. То је створило ситуацију у којој су ратни злочини совјетских оружаних снага на крају могли бити рационализовани. Совјетско одбијање да призна Хашке конвенције такође је нацистичкој Немачкој дало образложење за нељудски третман заробљеног совјетског војног особља.

## Пре Другог светског рата

### Црвена армија и погроми
Рани совјетски лидери јавно су осудили антисемитизам, Вилијам Кореј је написао: "Антијеврејска дискриминација постала је саставни део совјетске државне политике још од касних тридесетих." Совјетске власти су настојале да обуздају антијеврејски фанатизам, нарочито током Руског грађанског рата, кад год су јединице Црвене армије вршиле погроме, као и током Совјетско-пољског рата 1919–1920 код Баранавича. Само је мали број погрома приписан Црвеној армији, при чему су велику већину 'колективно насилних' дела у том периоду починиле антикомунистичке и националистичке снаге.
Врховна команда Црвене армије осудила је погроме и разоружала окривљене јединице, док су поједини погромисти били изведени пред војни суд. Они који су проглашени кривима су погубљени. Иако су се и даље догађали погроми украјинских јединица Црвене армије, Јевреји су Црвену армију сматрали једином силом која је била вољна да их заштити.
Процењује се да су 3.450 Јевреја или 2.3 процента јеврејских жртава убијених током Руског грађанског рата убиле бољшевичке војске. Поређења ради, према Моргентовом извештају, око 300 Јевреја изгубило је животе у свим инцидентима који су укључивали пољску одговорност. Комисија је такође утврдила да су пољске војне и цивилне власти дале све од себе да спрече такве инциденте и њихово понављање у будућности. Моргентов извештај наводи да су неки облици дискриминације Јевреја више били политичке него антисемитске природе и посебно је избегавао употребу израза погром, напомињући да је употреба тог израза примењивана на широк спектар ексцеса, а такође није имао одређену дефиницију.

## Црвена армија и НКВД
Дана 6. фебруара 1922. Чеку је заменила Државна политичка управа или ОГПУ, део НКВД-а. Декларисана функција НКВД-а била је заштита државне безбедности Совјетског Савеза, што је постигнуто великим политичким прогоном "класних непријатеља". Црвена армија је често давала подршку НКВД-у у спровођењу политичких репресија. Као унутрашње снаге безбедности и чувари затворског контингента гулага, Унутрашње трупе су потискивале политичке неистомишљенике и учествовале у ратним злочинима током периода војних непријатељстава током совјетске историје. Они су били посебно одговорни за слање политичких неистомишљеника у гулагу и спровођење масовних депортација и присилног пресељења. Циљали су на бројне етничке групе за које су совјетске власти претпостављале да су непријатељски настројене према његовој политици и да ће вероватно сарађивати са непријатељем, укључујући Чечене, Кримске Татаре, и Корејце.

## Други светски рат
Ратни злочини совјетских оружаних снага над цивилима и ратним заробљеницима на територијама које је СССР окупирао између 1939. и 1941. године у регионима, укључујући западну Украјину, балтичке државе и Бесарабију у Румунији, заједно са ратним злочинима 1944–1945, била су стална питања у оквиру ових земаља. Након распада Совјетског Савеза, одвијала се систематичнија, локално контролисана дискусија о тим догађајима.
Како се Црвена армија повлачила након немачког напада 1941. године који је познат као Операција Барбароса, бројни извештаји о ратним злочинима које су совјетске оружане снаге починиле над заробљеним немачким војницима Вермахта и Луфтвафеа од самог почетка непријатељстава документовани су у хиљадама досијеа Вермахтовог бироа за ратне злочине који је нацистичка Немачка основала у септембру 1939. године како би истражила кршење Хашке и Женевске конвенције од стране немачких непријатеља. Међу боље документованим совјетским масакрима су они у Броникију (јун 1941), Федосији (децембар 1941) и Покровску (1943).
На окупираним територијама НКВД је извршио масовна хапшења, депортације и егзекуције. Циљеви су били и сарадници са Немачком и чланови антикомунистичких покрета отпора попут Украјинске устаничке армије у Украјини, Шумске браће у Естонији, Летонији и Литванији, и пољске Армије Крајове. НКВД је такође спровео Катињски масакр, погубивши по кратком поступку преко 20 000 пољских војних затвореника у априлу и мају 1940. године.
Совјети су користили гасне бомбе током инвазије на Синкјанг. Током инвазије цивили су убијани конвенционалним бомбама.

### Естонија
У складу са споразумом Рибентроп—Молотов Естонија је 6. августа 1940. године илегално анектирана од стране СССР-а и преименована у Естонску Совјетску Социјалистичку Републику. Естонска стална војска је разбијена, а њени официри су погубљени или депортовани. Током 1941. године око 34.000 Естонаца је позвано у Црвену армију, од којих је мање од 30% преживело рат. Не више од половине тих мушкараца коришћено је у војним операцијама. Остатак је послат у радне батаљоне где је око 12 000 умрло, углавном у првим месецима рата. Након што је постало јасно да ће инвазија Немаца на Естонију бити успешна, НКВД је погубио политичке затворенике које нису могли евакуисати, тако да не би могли да ступе у контакт са нацистичком владом. Више од 300.000 грађана Естоније, готово трећина становништва у то време, било је погођено депортацијама, хапшењима, погубљењима и другим репресивним актима. Као резултат совјетске окупације, Естонија је трајно изгубила најмање 200 000 људи или 20% свог становништва због репресије, егзодуса и рата.
Совјетске политичке репресије у Естонији наишли су на оружани отпор Шумске браће, састављене од бивших војника у немачкој војсци, милиције Омакаитсе и добровољаца из финског 200. пешадијског пука који су водили герилски рат, који није угушен у потпуности до краја 1950-их. Поред очекиваних људских и материјалних губитака претрпљених услед борби, све до краја овај сукоб је довео до депортације десетина хиљада људи, заједно са стотинама политичких затвореника и хиљадама цивила који су изгубили живот.
Стаљинизам је у Естонији однео пет пута више жртава од Хитлерове владавине.

#### Масовне депортације
Током 14. јуна 1941. и наредних два дана, 9.254 до 10.861 људи, углавном градских становника, од тога преко 5.000 жена и преко 2.500 деце млађе од 16 година, 439 Јевреја (више од 10% естонског јеврејског становништва) било је депортовано, углавном у Кировску област, Новосибирску област или затворе. Депортације су претежно вршене у Сибир и Казахстан железничким вагонима за стоку, без претходне најаве, док су депортовани у најбољем случају добили неколико ноћних сати да спакују ствари и одвојени од породица, обично били послати на исток. Поступак је успостављен Серовим инструкцијама. Естонци који су живели у Лењинградској области већ су били подвргнути депортацијама од 1935. године.

#### Батаљони за уништавање
У 1941. години, за спровођење Стаљинове политике спаљене земље, у западним регионима Совјетског Савеза формирани су батаљони за уништавање. У Естонији су убили хиљаде људи, укључујући велики проценат жена и деце, док су спаљивали десетине села, школа и јавних зграда. Дечаку по имену Тулио Линдсар сломљене су све кости у рукама, а потом је бајонетом завијорио заставу Естоније. Маурицијус Партс, син естонског ветерана рата за независност Карла Партса, био је преливен киселином. У августу 1941. године убијени су сви становници села Виру-Кабала, укључујући двогодишње дете и шестодневну бебу. Као одговор на злочине батаљона за уништавање избио је партизански рат, на десетине хиљада људи придружили су се новоформираној Шумској браћи да би заштитили локално становништво од ових батаљона. Повремено су батаљони спаљивали живе људе. Батаљони за уништавање убили су 1.850 људи у Естонији. Готово сви су били партизани или ненаоружани цивили.
Још један пример деловања батаљона за уништавање је масакр у Каутли, где је убијено двадесет цивила и уништено десетине фарми. Многи људи су убијени након мучења. Мали удео смртних случајева у поређењу са бројем спаљених фарми резултат је дејства извиђачке групе дугог домета Ерна која је пробила блокаду Црвене армије на том подручју, омогућавајући многим цивилима да побегну.

### Летонија
Дана 23. августа 1939. Совјетски Савез и Немачка потписали су споразум о ненападању Молотов-Рибентроп. Летонија је била укључена у совјетску сферу интереса. Летонију су 17. јуна 1940. окупирале совјетске снаге. Влада Карлиса Улманиса уклоњена је, а нови нелегитимни избори одржани су 21. јуна 1940. године са само једном странком на листи, „бирајући“ лажни парламент који је донео резолуцију о придруживању Совјетском Савезу, с тим да је резолуција већ била састављена у Москви пре избора. Летонија је постала део Совјетског Савеза 5. августа, а 25. августа сви људи у Летонији постали су држављани Совјетског Савеза. Министарство спољних послова затворено је изолујући Летонију од остатка света.
У складу са споразумом Рибентроп-Молотов, совјетске трупе напале су Летонију 17. јуна 1940. године и она је накнадно укључена у Совјетски Савез као Летонска Совјетска Социјалистичка Република.
Дана 14. јуна 1941. хиљаде људи одведено је из својих домова, укрцано у теретне возове и одведено у Сибир. Читаве породице, жене, деца и старци послати су у радне логоре у Сибир. Злочин је починио совјетски окупациони режим по налогу високих власти у Москви. Пре депортације, Народни комесаријат основао је оперативне групе које су вршиле хапшења, претрес и заплену имовине. Хапшења су се догодила у свим деловима Летоније, укључујући и рурална подручја.

### Литванија
Литванија и остале балтичке државе, постале су жртве пакта Молотов-Рибентроп. Овај споразум потписан је између СССР-а и Немачке августа 1939, што је прво довело до напада на Литванију од стране Црвене армије 15. јуна 1940, а затим до њене анексија и инкорпорације у Совјетски Савез 3. августа 1940. Совјетска анексија резултирала је масовним терором, ускраћивањем грађанских слобода, уништавањем економског система земље и сузбијање литванске културе. Између 1940. и 1941. године, хиљаде Литванаца је ухапшено, а стотине политичких затвореника погубљено. Више од 17.000 људи депортовано је у Сибир у јуну 1941. Након немачког напада на Совјетски Савез, започети совјетски политички апарат је или уништен или се повукао на исток. Литванију је тада окупирала Нацистичка Немачка на нешто више од три године. Совјетски Савез је 1944. године поново окупирао Литванију. После Другог светског рата и последичног гушења литванске шумске браће, совјетске власти погубиле су хиљаде бораца отпора и цивила које су оптужили да им помажу. Отприлике 300.000 Литванаца је депортовано или осуђено на затворске казне из политичких разлога. Процењује се да је Литванија изгубила скоро 780.000 грађана као резултат совјетске окупације, од којих је око 440.000 било ратних избеглица.
Процењени број погинулих у совјетским затворима и логорима између 1944. и 1953. био је најмање 14.000. Процењује се да је број депортованих између 1945. и 1958. износио 20.000, укључујући 5.000 деце.
Током рестаурације литванске независности 1990. и 1991. године, совјетска војска је у јануару убила 13 људи у Вилњусу.

### Пољска

#### 1939–1941
У септембру 1939. Црвена армија је напала источну Пољску и окупирала је у складу са тајним протоколима Споразума Рибентроп—Молотов. Совјети су касније силом окупирали балтичке државе и делове Румуније, укључујући Бесарабију и Северну Буковину.
Немачки историчар Томас Урбан пише да је совјетска политика према људима који су потпали под њихову контролу у окупираним областима била оштра, показујући снажне елементе етничког чишћења. Оперативне снаге НКВД-а пратиле су Црвену армију да уклоне "непријатељске елементе" са освојених територија. Пољски историчар, проф. Томаш Стжембош, приметио је паралеле између нацистичке ајнзацгрупе и ових совјетских јединица. Многи цивили су покушали да побегну из совјетске окупације НКВД-а, они који нису успели одведени су у притвор, а потом су депортовани у Сибир и нестали у гулазима.
Мучење се широко користило у разним затворима, посебно у оним затворима који су се налазили у малим градовима. Затвореници су у Бобрки попарени киптућом водом, у Пжемисланију су људима одсeцани носеви, уши и прсти, а очи су им такође вађене, у Чорткиву, су одсечене дојке затвореницама, а у Дрогобичу, су жртве биле везане бодљикавом жицом. Слична злодела догодила су се у Самбору, Станиславову, Стрију, и Золочиву. Према историчару, проф. Јану Т. Гросу:
 Не можемо избећи закључак: совјетски органи државне безбедности мучили су своје затворенике не само да би изнудили признања, већ и да би их убили. Није да је НКВД у својим редовима имао садисте који су се разгалили, него је то био широк и систематичан поступак.— Јан T. Грос
Према социологу, проф. Тадеушу Пјотровском, током година од 1939. до 1941. године, готово 1,5 милиона особа (укључујући и локално становништво и избеглице из Немачке окупиране Пољске) депортовано је из совјетски контролисаних подручја бивше источне Пољске дубоко у Совјетски Савез, од чега су 58,0% били Пољаци, 19,4% Јевреји и остале етничке националности. Само мали број ових депортованих вратио се својим кућама након рата, када је њихове домовине анектирао Совјетски Савез. Према америчком професору Керолу Киглеју, најмање једна трећина од 320.000 пољских ратних заробљеника које је 1939. заробила Црвена армија је убијена.
Процењује се да је између 10 и 35 хиљада затвореника убијено или у затворима или на затворском путу ка Совјетском Савезу током неколико дана након немачког напада на Совјете 22. јула 1941. (затвори: Бригидки, Золочив, Дубно, Дрогобич, итд).

#### 1944–1945
У Пољској су се немачка нацистичка зверства окончала крајем 1944. године, али су их совјетска тлачења заменила напредовањем снага Црвене армије. Совјетски војници често су се бавили пљачком, силовањем и другим злочинима против Пољака, узрокујући да их се становништво плаши и мрзи режим.
Војници Армије Крајове били су прогоњени и затварани од стране руских снага. Већина жртава депортована је у гулазима у Доњецкој области. Само 1945. године број припадника Пољске подземне државе који су депортовани у Сибир и разне радне логоре у Совјетском Савезу достигао је 50.000. Јединице Црвене армије спроводиле су кампање против пољских партизана и цивила. Током августовске потере 1945. године, заробљено је више од 2.000 Пољака, а претпоставља се да је око 600 умрло у совјетском притвору.
Уобичајена совјетска пракса била је оптуживање њихових жртава за фашизам како би се оправдале њихове смртне казне. Сва изопаченост ове совјетске тактике лежала је у чињеници да су се практично сви оптужени у стварности борили против снага нацистичке Немачке од септембра 1939. У то време Совјети су још увек сарађивали са нацистичком Немачком више од 20 месеци пре почетка Операције Барбароса. Управо зато су Пољаци оцењено да су способни да се одупру Совјетима, на исти начин као што су се одупирали нацистима. После рата, разрађенији изглед правде дат је под јурисдикцијом Народне Републике Пољске коју су Совјети дириговали у виду лажних суђења. Они су организовани након што су НКВД или друге совјетске безбедносне организације као што је Министарство јавне безбедности под лажним оптужбама ухапсиле жртве. Издато је најмање 6.000 политичких смртних казни, а већина је извршена. Процењује се да је преко 20.000 људи умрло у комунистичким затворима. Познати примери укључују Витолда Пилецког или Емила Филдорфа.
Однос совјетских војника према етничким Пољацима био је бољи од односа према Немцима, али није био у потпуности бољи. Многобројна силовања пољских жена 1945. године довела су до пандемије полно преносивих болести. Иако укупан број жртава остаје нагађање, пољске државне архиве и статистика министарства здравља указују да је могао премашити 100.000. У Кракову, је совјетски улазак у град праћен масовним силовањима пољских жена и девојака, као и пљачком приватне својине од стране војника Црвене армије. Ово понашање је достигло такав обим да су чак и пољски комунисти које је поставио Совјетски Савез саставили протестно писмо самом Јосифу Стаљину, док су црквене мисе одржаване у очекивању совјетског повлачења.
Црвена армија је такође била укључена у масовне пљачке на ослобођеним територијама.

### Финска
Између 1941. и 1944, совјетске партизанске јединице вршиле су рације дубоко унутар финске територије, нападајући села и друге цивилне циљеве. У новембру 2006. финске власти декласификовале су фотографије на којима се виде совјетска злодела. Ту спадају слике убијених жена и деце. Партизани су обично погубљивали своје војне и цивилне затворенике након краћег испитивања.
Црвена армија је заробила око 3.500 финских ратних заробљеника, од којих су петина биле жене. Процењује се да је њихова стопа смртности била око 40 процената. Најчешћи узроци смрти били су глад, прехлада и сурови превоз.

### Совјетски Савез
Дана 9. августа 1937. године, усвојена је наредба НКВД-а 00485 која циља на "субверзивне активности пољске обавештајне службе" у Совјетском Савезу, али је касније проширена тако да укључује и Летонце, Немце, Естонце, Финце, Грке, Иранце и Кинезе.

#### Депортација кулака
Велики број кулака без обзира на националност пресељен је у Сибир и средњу Азију. Према подацима из совјетских архива, који су објављени 1990. године, у радне колоније и логоре 1930. и 1931. упућено је 1.803.392 људи, а 1.317.022 је стигло на одредиште. Депортације у мањем обиму настављене су и након 1931. Подаци совјетских архива показују да је 2,4 милиона кулака депортовано од 1930. до 1934. Пријављени број кулака и њихове родбине који су умрли у радним колонијама од 1932. до 1940. био је 389.521. Симон Себаг Монтефиоре проценио је да је до 1937. године депортовано 15 милиона кулака и њихових породица, током депортације је много људи умрло, али није познат пуни број.

#### Повлачење совјетских снага 1941. године
Депортације, погубљења по кратком поступку политичких затвореника и паљење залиха хране и села догодили су се када се Црвена армија повлачила пред немачким снагама 1941. године. У балтичким државама, Белорусији, Украјини и Бесарабији, НКВД и придружене јединице Црвене армије масакрирале су затворенике и политичке противнике пре бекства од напредних снага Осовине.

#### Депортација Грка
Гоњење Грка у СССР-у било је постепено: власти су у почетку затварале грчке школе, културне центре и издавачке куће. Затим, 1942, 1944. и 1949. године, НКВД је неселективно хапсио све грчке мушкарце старије од 16 година. Прво су тражени сви Грци који су били имућни или самозапослени професионалци. Ово је погађало углавном Понтске Грке и друге мањине у Краснодарској Покрајини и дуж обале Црног мора. Према једној процени, депортовано је око 50.000 Грка.
Дана 25. септембра 1956. године усвојена је Наредба МВД Н 0402 којом је дефинисано уклањање ограничења према депортованим народима у специјалним насељима. Након тога су се совјетски Грци почели враћати својим кућама или су емигрирали према Грчкој.

#### Депортација Калмика
Током депортација Калмика 1943. године, кодног назива Операција Улуси (рус. Операция "Улусы"), депортована је већина Калмика у Совјетском Савезу (СССР), и Рускиња удатих за Калмике, али искључујући Калмичке жене удате за мушкарце других националности. Око половина свих (97—98.000) Калмичана депортованих у Сибир умрло је пре него што им је дозвољен повратак кући 1957. године.

#### Депортација кримских Татара
После повлачења Вермахта са Крима, НКВД је депортовао око 200.000 кримских Татара са полуострва 18. маја 1944.

#### Депортација Ингријских Финаца
До 1939. становништво Ингријске Финске смањило се на око 50.000, што је износило око 43% од броја становника из 1928. године, а национални фински округ Ингријан је укинут. Након инвазије Немачке на Совјетски Савез и почетка опсаде Лењинграда, почетком 1942. свих 20.000 Ингријских Финаца који су остали на територији под контролом Совјетског Савеза депортовано је у Сибир. Већина Ингријских Финаца, заједно са Вотима и Ижорима који су живели на територији окупираној од стране Немаца, евакуисана је у Финску 1943–1944. Након што је Финска потписала мир са Совјетским Савезом, била је приморана да врати евакуисане. Совјетске власти нису дозволиле да се преданих 55.733 људи насели у Ингрији, већ су их депортовале у централне регије Русије. Главни региони присилног насељавања Ингријских Финаца били су унутрашњи делови Сибира, Централне Русије и Таџикистана.

#### Депортација Чечена и Ингуша
Совјетска влада је 1943. и 1944. године оптужила неколико читавих етничких група за сарадњу са силама Осовине. Као казну, неколико читавих етничких група је депортовано, углавном у Централну Азију и Сибир у радне логоре. Европски парламент описао је депортацију Чечена и Ингуша, где је страдала око четвртина депортованих људи, актом геноцида у 2004. години:
… Сматра се да депортација читавог чеченског народа у Централну Азију 23. фебруара 1944. године по наређењу Стаљина представља чин геноцида у смислу Четврте хашке конвенције из 1907. и Конвенције о спречавању и сузбијању злочина геноцида Генералне скупштине УН 9. децембра 1948.

### Немачка
Према историчару Норману Најмарку, изјаве у совјетским војним новинама и наредбе совјетске врховне команде биле су заједнички одговорне за ексцесе Црвене армије. Пропаганда је прогласила да је Црвена армија ушла у Немачку као осветник да казни све Немце.
Неки историчари то оспоравају, позивајући се на наредбу издату 19. јануара 1945. године, која је захтевала спречавање злостављања цивила. Наредба војног већа 1. Белоруског фронта, коју је потписао маршал Рокосовски, наредила је пуцање у пљачкаше и силоватеље на месту злочина. Наредба коју је Ставка издала 20. априла 1945. каже да постоји потреба за одржавањем добрих односа са немачким цивилима како би се смањио отпор и бржи крај непријатељстава.

#### Убиства цивила
У неколико наврата током Другог светског рата совјетски војници су палили зграде, села или делове градова и користили смртоносну силу против мештана који су покушали да гасе пожаре. Већина злочина Црвене армије догодила се само на ономе што се сматрало непријатељском територијом. Војници Црвене армије, заједно са припадницима НКВД-а, често су пљачкали немачке транспортне возове у Пољској 1944. и 1945. године.
За Немце је нацистичка влада одложила организовану евакуацију цивила пре напредовања Црвене армије, како не би деморализовала трупе, које су се до сада бориле у својој земљи. Нацистичка пропаганда - која је првобитно требало да учврсти грађански отпор описујући крвавим и улепшаним детаљима злочине Црвене армије као што је масакр у Немерсдорфу - често је стварала панику. Кад год је било могуће, чим се Вермахт повукао, локални цивили су самоиницијативно почели да беже према западу.
Бежећи пред напредујућом Црвеном армијом, велики број становника немачких покрајина Источне Пруске, Шлеске, и Помераније умрли су током евакуације, неки од хладноће и глади, неки током борбених дејстава. Међутим, значајан проценат овог броја погинулих догодио се када су евакуационе колоне наишле на јединице Црвене армије. Цивиле су прегазили тенковима, стрељали или на други начин убијали. Жене и младе девојке су силоване и остављене да умру.
Поред тога, ловачки бомбардери совјетског ваздухопловства летели су у мисијама бомбардовања и напада, које су гађале колоне избеглица.
Иако се ретко јавно извештавало о масовним погубљењима цивила од стране Црвене армије, познат је инцидент у Тројенбрицену, где је најмање 88 мушких становника сакупљено и стрељано 1. маја 1945. Инцидент се догодио након прославе победе у којој су бројне девојке из Тројенбриецена силоване а непознати нападач пуцао је у команданта Црвене армије. Неки извори тврде да је током инцидента било погубљено чак 1.000 цивила.
Први градоначелник округа Шарлотенбург у Берлину, Валтер Килијан, кога су Совјети именовали након завршетка рата, известио је о опсежним пљачкама војника Црвене армије на том подручју: "Појединци, робне куће, продавнице, станови … сви су опљачкани."
У совјетској окупационој зони, чланови СЕД-а известили су Стаљина да пљачка и силовање совјетских војника може резултирати негативном реакцијом немачког становништва према Совјетском Савезу и будућности социјализма у Источној Немачкој. Каже се да је Стаљин љутито реаговао: "Нећу толерисати никога ко блати част Црвене армије."
Сходно томе, сви докази - попут извештаја, фотографија и других докумената пљачке, силовања, паљења фарми и села од стране Црвене армије - избрисани су из свих архива у будућуј Немачкој Демократској Републици.
Студија коју је немачка влада објавила 1974. године проценила је број немачких цивилних жртава злочина током протеривања Немаца после Другог светског рата између 1945. и 1948. године на преко 600.000, са око 400.000 смртних случајева у областима источно од Одре и Нисе (око 120.000 у директном насиљу, углавном од стране совјетских трупа, али и Пољака, 60.000 у пољским и 40.000 у совјетским концентрационим логорима или затворима углавном од глади и болести, и 200.000 смртних случајева међу немачким цивилима депортованим на присилни рад у Совјетском Савезу), 130.000 у Чехословачкој (од тога 100.000 у логорима) и 80.000 у Југославији (од тога 15.000 до 20.000 од насиља ван и у камповима и 59.000 умрлих од глади и болести у логорима). Ове бројке не укључују око 125.000 смртних случајева цивила у бици за Берлин. Процењује се да је око 22.000 цивила убијено само током борби у Берлину.

#### Масовна силовања
Западне процене броја жртава силовања крећу се од две стотине хиљада до два милиона. Након зимске офанзиве 1945. године, масовно силовање совјетских војника догодило се у свим већим градовима које је заузела Црвена армија. Током ослобађања Пољске жене су групно силоване од стране војника. У неким случајевима жртве које се нису скривале у подрумима цели дан су силоване и до 15 пута. Према историчару Антонију Бивору, након заузимања Берлина од стране Црвене армије 1945. године, совјетске трупе су силовале немачке жене и девојке старе само осам година.
Објашњење освете Бивор оспорава, бар у погледу масовних силовања. Бивор је написао да су војници Црвене армије такође силовали совјетске и пољске жене ослобођене из концентрационих логора, и тврди да то подрива објашњење освете, које су често чиниле јединице задњег ешалона.
Према Норману Најмарку, после лета 1945, совјетски војници ухваћени у силовању цивила обично су добијали казне у распону од хапшења до погубљења. Међутим, Најмарк тврди да су се силовања наставила све до зиме 1947–1948, када су совјетске окупационе власти коначно ограничиле трупе на строго чуване положаје и логоре. Најмарк је закључио да је "Социјална психологија жена и мушкараца у совјетској зони окупације обележена злочином силовања од првих дана окупације, до оснивања НДР-а у јесен 1949. године."
Према Ричарду Оверију, Руси су одбили да признају совјетске ратне злочине, делимично "зато што су сматрали да је већи део тога оправдана освета над непријатељем који је починио много горе злочине, а делом зато што су они писали историју победника."

### Мађарска
Према истраживачу и аутору Кристијану Унгварију, током битке за Будимпешту убијено је око 38.000 цивила: око 13.000 од војне акције и 25.000 од глади, болести и других узрока. У последњу цифру је укључено око 15.000 Јевреја, углавном жртава погубљења нацистичких СС-а и одреда смрти Партије стреластог крста. Унгвари пише да су, када су Совјети коначно однели победу, покренули оргију насиља, укључујући и крађе, насумична погубљења и масовна силовања. Процене броја жртава силовања варирају од 5.000 до 200.000. Према Норману Најмарку, мађарске девојке су киднаповане и одвођене у четврт Црвене армије, где су затваране, више пута силоване и понекад убијане.
Чак је и особље амбасада из неутралних земаља заробљавано и силовано, као што је документовано када су совјетски војници напали шведску делегацију у Немачкој.
Извештај швајцарске делегације у Будимпешти описује улазак Црвене армије у град:
 Током опсаде Будимпеште, као и током наредних недеља, руске трупе су слободно пљачкале град. Ушли су практично у сва станишта, најсиромашнија и најбогатија. Одузимали су све што су желели, посебно храну, одећу и драгоцености … сваки стан, продавница, банка итд. опљачкани су неколико пута. Намештај и већи уметнички предмети итд. који се нису могли однети често су једноставно уништавани. У многим случајевима, након пљачке, домови су такође паљени, што је проузроковало огроман губитак … Сефови у банкама празнили су се без изузетка - чак и британски и амерички сефови - и све што је пронађено је однето.
Према историчару Џејмсу Марку, сећања и мишљења о Црвеној армији у Мађарској су помешана.

### Југославија
Према југословенском политичару Миловану Ђиласу, документован је најмање 121 случај силовања, од којих је 111 такође укључивало убиство. Такође су документована 1.204 случаја пљачке са нападом. Ђилас је описао ове бројке као "не баш безначајне ако се има на уму да је Црвена армија прешла само североисточни угао Југославије". То је изазвало забринутост југословенских комунистичких партизана, који су се плашили да ће приче о злочинима које су починили њихови совјетски савезници ослабити њихов положај међу становништвом.
Ђилас пише да је као одговор југословенски партизански вођа Јосип Броз Тито позвао шефа совјетске војне мисије генерала Корњејева и формално протествовао. Упркос томе што је позван "као друг", Корњејев је експлодирао на њих јер су нудили "такве инсинуације" против Црвене армије. Ђилас, који је био присутан на састанку, огласио се и објаснио да се британска војска никада није упуштала у "такве ексцесе" док је ослобађала друге регионе Југославије. Генерал Корњејев је одговорио вриштећи: "Најоштрије протестујем због ове увреде која је изречена Црвеној армији упоређујући је са војском капиталистичких земаља."
Састанак са Корњејевим не само да се "завршио без резултата", већ је навео и Стаљина да лично нападне Ђиласа током његове следеће посете Кремљу. У сузама је Стаљин осудио "Југословенску војску и начин на који је њоме управљано". Затим је "узнемирено говорио о патњама Црвене армије и страхотама које је била принуђена да трпи док се борила на хиљаде километара опустошене земље". Стаљин је кулминирао речима: "А такву Војску нико други није вређао осим Ђиласа! Ђилас, од кога сам најмање могао да очекујем тако нешто, човек кога сам тако добро примио! И војска која није штедела своју крв за вас! Да ли Ђилас, који је и сам писац, не зна шта су људска патња и људско срце? Зар то не може да разуме ако се војник који је прешао хиљаде километара кроз крв и ватру и смрт забавља са женом или узима мало ситница?"
Према Ђиласу, совјетско одбијање да се обрате протестима против ратних злочина Црвене армије у Југославији разбеснело је Титову владу и то је био фактор који је допринео накнадном изласку Југославије из Источног блока.

### Чехословачка (1945)
Словачки комунистички лидер Владимир Клементис жалио се маршалу Ивану Коњеву на понашање совјетских трупа у Чехословачкој. Коњев је у одговору тврдио да су то углавном радили дезертери Црвене армије.

### Кина
Током инвазије на Манџурију, совјетски и монголски војници напали су и силовали јапанске цивиле, често подстакнути од локалног кинеског становништва које је било незадовољство јапанском влашћу. Локално кинеско становништво понекад се чак придруживало тим нападима на јапанско становништво са совјетским војницима. У једном познатом примеру, током масакра у будистичком манастиру Гегенмјау, совјетски војници, охрабрени локалним кинеским становништвом, силовали су и масакрирали преко хиљаду јапанских жена и деце. Имовину Јапанаца опљачкали су и совјетски војници и Кинези. Многе Јапанке су се удале за локалне мушкарце из Манџурије да би се заштитиле од прогона совјетских војника. Ове Јапанке су се углавном удавале за Кинезе и постале су познате као "насукане ратне жене" (јап. "zanryu fujin").
Након инвазије на јапанску марионетску државу Манџукуо (Манџурија), Совјети су положили право на драгоцене јапанске материјале и индустријску опрему у региону. Странац је био сведок совјетских трупа, раније смештених у Берлину, којима је совјетска војска дозволила да иду у град "и три дана силују и пљачкају." Већи део Мукдена је уништен. Тада су замењени осуђени војници, посведочено је да су "крали све што им је било на видику, чекићима разбијали каде и тоалете, извлачили ожичења електричног осветљења из гипса, палили ватре на под или спаљивали куће, и уопште се понашали потпуно попут дивљака."
Према неким британским и америчким изворима, Совјети су водили политику пљачкања и силовања цивила у Манџурији. Кинези су у Харбину поставили слогане попут "Доле црвени империјализам!". Совјетске снаге су се суочиле са неколико протеста лидера кинеске комунистичке партије против пљачке и силовања које су починиле трупе у Манџурији. Било је неколико случајева када су кинеске полицијске снаге у Манџурији хапсиле или чак убијале совјетске трупе због различитих злочина, што је доводило до неких сукоба између совјетске и кинеске власти у Манџурији.
Руски историчар Константин Асмолов тврди да су такви западни извештаји о совјетском насиљу над цивилима на Далеком истоку претеривање са изолованим инцидентима и да тадашњи документи не подржавају тврдње о масовним злочинима. Асмолов такође тврди да су Совјети, за разлику од Немаца и Јапанаца, гонили своје војнике и официре за таква дела. Заправо, број случајева силовања почињених на Далеком истоку био је далеко мањи од броја инцидената које су починили совјетски војници у Европи.

### Јапан
Совјетска армија починила је злочине над јапанским цивилним становништвом и заробљеним војним особљем у завршној фази Другог светског рата током напада на Сахалин и Курилска острва.
Дана 10. августа 1945. године совјетске снаге извеле су жестоко бомбардовање и артиљеријске ударе на цивиле који су чекали на евакуацију, као и на јапанске капацитете у Маоки. У нападу је убијено готово 1.000 цивила.
Током евакуације Курила и Карафута, совјетске подморнице у заливу Анива напале су цивилне конвоје. Совјетске подморнице класе Лењинец Л-12 и Л-19 потопиле су два јапанска брода за превоз избеглица "Огасавара Мару" и "Таито Мару", истовремено оштетивши "Број 2 Шинко Мару" 22. августа, 7 дана након што је Хирохито најавио безусловну предају Јапана. Преко 2.400 цивила је убијено.

### Поступање са ратним заробљеницима
Иако Совјетски Савез формално није потписао Хашку конвенцију, сматрао је да га обавезују одредбе те конвенције.
Током читавог Другог светског рата, Биро за ратне злочине Вермахта прикупљао је и истраживао извештаје о злочинима против ратних заробљеника сила Осовине. Према кубанско-америчком писцу Алфреду де Зајасу, "За све време трајања руске кампање извештаји о мучењу и убиствима немачких затвореника нису престајали. Биро за ратне злочине имао је пет главних извора информација: (1) заплењене непријатељске папире, посебно наређења, извештаје о операцијама и пропагандне летке, (2) пресретнуте радио и бежичне поруке, (3) сведочење совјетских ратних заробљеника, (4) сведочење заробљених Немаца који су побегли и (5) сведочење Немаца који су видели лешеве или унакажена тела погубљених ратних заробљеника. Од 1941. до 1945. године Биро је саставио неколико хиљада извештаја који, ако ништа друго, указују да убиство немачких ратних заробљеника након заробљавања или недуго након њиховог испитивања није била изолована појава. Документи који се односе на рат у Француској, Италији и Северној Африци садрже неке извештаје о намерном убиству немачких ратних заробљеника, али не могу се поредити са догађајима на Источном фронту."
У извештају из новембра 1941. године, Вермахтов биро за ратне злочине оптужио је Црвену армију да примењује "терористичку политику … према безбрижним немачким војницима који су му пали у руке и против припадника немачког медицинског корпуса. У исто време … користила је следећа средства за камуфлажу: у наредби Црвене армије која је одобрена од стране Савета народних комесара од 1. јула 1941. године, норме међународног права су објављене у јавности, Црвена армија у духу хашких прописа о копненом ратовању треба да следи… Ова … руска наредба је вероватно имала врло мало дистрибуције и сигурно се уопште није следила, иначе не би дошло до неизрецивих злочина."
Према изјавама, совјетски масакри немачких, италијанских, шпанских и других ратних заробљеника Осовине често су подстицани од стране комесара јединица, који су тврдили да су деловали по наредбама Стаљина и Политбироа. Други докази учврстили су уверење Бироа за ратне злочине да је Стаљин издао тајна наређења о масакру ратних заробљеника.
Током зиме 1941–1942, Црвена армија је сваког месеца заробљавала приближно 10.000 немачких војника, али је стопа смртности постала толико висока да се апсолутни број затвореника смањио (или је бирократски смањен).
Совјетски извори наводе смрт 474.967 од 2.652.672 немачких војника заробљених у рату. Др Ридигер Оверманс верује да се чини потпуно вероватним, иако не и доказивим, да је додатно немачко војно особље које се води као нестало заиста умрло у совјетским притворима као ратни заробљеници, процењујући стварни број погинулих немачких ратних заробљеника у СССР-у на око 1 милион.

#### Масакр у Феодосији
Совјетски војници ретко су се трудили да лече рањене немачке заробљенике. Нарочито злогласан пример догодио се након што су совјетске снаге 29. децембра 1942. накратко заузеле кримски град Федосију где је 160 рањених немачких војника остало у војним болницама. Након што су Немци заузели Феодосију, сазнало се да су сваког рањеног војника масакрирали припадници Црвене армије, морнарице и НКВД-а. Неки су устрељени у својим болничким креветима, други су у више наврата мучени до смрти, док је за друге утврђено да су бачени са болничких прозора након што су их више пута поливали леденом водом док нису умрли од хипотермије.

#### Масакр у Грисчину
Масакр у Грисчину починила је оклопна дивизија Црвене армије у фебруару 1943. у источно украјинским градовима Красноармејскоју, Постисчеву и Грисчину. Кривично истражни орган Вермахта, објавио је да је међу жртвама било 406 војника Вермахта, 58 чланова организације Тот (укључујући 2 особе данске националности), 89 италијанских војника, 9 румунских војника, 4 мађарска војника, 15 немачких цивилних званичника, 7 немачких цивилних радника и 8 украјинских добровољаца.
Места је заузео совјетски 4. гардијски тенковски корпус у ноћи 10. и 11. фебруара 1943. После поновног освајања од стране 5. СС оклопне дивизије Викинг уз подршку 333 пешадијске дивизије и 7. Панцарске дивизије 18. фебруара 1943. војници Вермахта открили су бројне смртне случајеве. Многа тела су била ужасно унакажена, уши и носеви одсечени, а гениталије импутиране и набијене у уста. Жене су брутално силоване. Немачки војни судија који је био на месту догађаја изјавио је у интервјуу током 1970-их да је видео женско тело раширених ногу са метлом забијеном у гениталијама. У подруму главне железничке станице око 120 Немаца је стрпано у велико складиште, а затим покошено митраљезима.

#### Послератни злочини
Неки немачки затвореници пуштени су убрзо после рата. Многи други, међутим, остали су у гулазима дуго након предаје нацистичке Немачке. Међу најпознатијим немачким ратним заробљеницима који су умрли у совјетском заробљеништву био је капетан Вилм Хозенфелд, који је преминуо од повреда, насталих вероватно током мучења, у концентрационом логору близу Стаљинграда 1952. године. Држава Израел је 2009. године постхумно одликовала капетана Хозенфелда због његове улоге у спашавању јеврејских живота током Холокауста. Слична је била судбина шведског дипломате и оперативца ОСС Раула Баленберга.

## Након Другог светског рата

### Мађарска револуција (1956)
Према Извештају Уједињених нација Специјалног комитета о проблему Мађарске (1957): "Совјетски тенкови су пуцали без разлике на сваку зграду из које су сматрали да долази непријатељска ватра." Комисија УН добила је бројне извештаје о последицама дејства совјетских минобацача и артиљеријске ватре у насељеним четвртима у делу града Будима, и "насумичног гађања беспомоћних пролазника."

### Чехословачка 1968
Током инвазије Варшавског пакта на Чехословачку, убијено је 72 Чеха и Словака (19 у Словачкој), 266 тешко рањено и још 436 лакше рањено.

### Авганистан (1979–1989)
Историчари Мохамад Какар, В. Мајкл Рајсман и Чарлс Норчи сматрају да је Совјетски Савез крив за почињење геноцида у Авганистану. Војска Совјетског Савеза убила је велики број Авганистанаца да би потиснула њихов отпор. Совјетске снаге и њихови савезници убили су око 2 милиона Авганистанаца. У једном запаженом инциденту Совјетска армија починила је масовно убијање цивила у лето 1980. године. Један од запажених ратних злочина био је Лагмански масакр у априлу 1985. године у селима Кас-Азиз-Кан, Чарбаг, Бала Баг, Сабзабад, Мамдравер, Хаидер Кан и Пул-и-Јоги у провинцији Лагман. Убијено је најмање 500 цивила.
Да би одвојила муџахедине од локалног становништва и елиминисала њихову подршку, совјетска војска је убијала и одводила цивиле и користила тактику спаљене земље како би спречила њихов повратак. Они су користили мине и хемијске супстанце широм земље. Совјетска војска је неселективно убијала борце и неборце да би обезбедила потчињавање локалног становништва. Покрајине Нангархар, Газни, Лагам, Кунар, Забул, Кандахар, Бадакшан, Ловгар, Пактија и Пактика биле су сведоци опсежних програма депопулације совјетских снага. Совјетске снаге отимале су авганистанске жене у хеликоптерима док су летели у потрази за муџахединима. У новембру 1980. године догодили су се бројни такви инциденти у разним деловима земље, укључујући Лагман и Каму. Совјетски војници, као и агенти КхАД-а, отели су младе жене из града Кабула и подручја Дарул Аман и Каир Кана, у близини совјетских гарнизона, да би их силовали. Жене које су руски војници одвели и силовали њихове породице су сматрале "обешчашћеним" ако би се вратиле кући. Дезертери из совјетске војске 1984. такође су потврдили зверства совјетских трупа над авганистанским женама и децом, наводећи да су Авганистанке силоване. Силовање Авганистанки од стране совјетских трупа било је уобичајено и 11,8 посто совјетских ратних злочинаца у Авганистану осуђено је за кривично дело силовања. У Совјетском Савезу се негодовало против штампе због приказивања руских "ратних хероја" као "убица","агресора","силоватеља" и "наркомана".

### Притисак у Азербејџану (1988–1991)
Црни јануар (азер. Qara Yanvar), познат и као Црна субота или јануарски масакр, био је насилно сузбијање протеста у Бакуу од 19. до 20. јануара 1990. године, услед ванредног стања током распада Совјетског Савеза.
У резолуцији од 22. јануара 1990. године, Врховни совјет Азербејџанске ССР прогласио је да је декрет Президијума Врховног совјета СССР-а од 19. јануара, који се користио за наметање ванредне владавине у Бакуу и војно распоређивање, представљао чин агресије. Црни јануар повезан је са поновним успостављањем Азербејџанске Републике. Била је то једна од прилика током ере гласности и перестројке у којој је СССР примењивао силу против неистомишљеника.

## Суђења за ратне злочине и правно гоњење
Летонски суд је 1995. године осудио бившег официра КГБ Алфонса Новикса на доживотну робију због геноцида током присилних депортација 1940-их.
У 2003. години, Аугуста Колка (рођен 1924), естонског држављанина, и Пјотра Кислија (рођен 1921), руског држављанина, естонски суд је осудио за злочине против човечности на по осам година затвора. Проглашени су кривим за депортације Естонаца 1949. године. Колк и Кислиј су поднели жалбу Европском суду за људска права, наводећи да је у то време важио Кривични закон из 1946. Руске СФСР примењив такође у Естонији, те да поменути законик није предвидео кажњавање злочина против човечности. Њихова жалба је одбијена пошто је суд утврдио да је Резолуција 95 Генералне скупштине ОУН-а, усвојена 11. децембра 1946, депортацију цивила потврдила као злочин против човечности према међународном праву.
У 2004. години, Василиј Кононов, совјетског партизана током Другог светског рата, летонски врховни суд осудио је као ратног злочинца за убиство три жене, од којих је једна била трудна. Он је једини бивши совјетски партизан осуђен за злочин против човечности.
Литванија је 27. марта 2019. године осудила 67 бивших совјетских војних и званичника КГБ-а којима су изречене казне од четири до 14 година због репресије над литванским цивилима у јануару 1991. На суђењу су била присутна само двојица – бивши совјетски официри Јуриј Мел и Генадиј Иванов, - док су остали осуђени у одсуству и крију се у Русији.

## У популарној култури

### Филм
- Жена у Берлину (2008) приказује масовне сексуалне нападе које су починили совјетски војници у совјетској зони окупиране Немачке. Заснован је на дневнику Марте Хилерс.[176]
- Адмирал (2008), радња филма одвија се током Руског грађанског рата, приказује црвене војнике и морнаре који врше бројне масакре над бившим припадницима царске руске морнарице.
- Звер (1988) смештен током совјетско-авганистанског рата, приказује ратне злочине Црвене армије против цивилних небораца и потрагу за осветом паштунског клана.
- Рат Чарлија Вилсона (2007), радња филма се одвија током совјетско-авганистанског рата, оптужујући совјетску државу за систематски геноцид над авганистанским цивилима. Спомиње се да совјетске снаге никога не остављају живим, чак кољу и стоку како би изгладнели авганистански народ.
- Катињ (2007), приказује Катињски масакр из перспективе жртава и вишедеценијску борбу њихових породица да сазнају истину.

### Књижевност
- Пруске ноћи (1974) ратна поема Александра Солжењицина. Наратор, официр Црвене армије, одобрава злочине трупа као освету за нацистичка злодела у Русији и нада се да ће и сам учествовати у пљачки. Поема описује групно силовање Пољакиње коју су војници Црвене армије заменили за Немицу.[177] Према рецензији за Њујорк тајмс, Солжењицин је песму написао у трохејском тетраметру, "имитирајући и расправљајући са најпознатијом руском ратном поемом Василиј Тјоркин, Александра Твардовског."[178]
- Џем од кајсија и друге приче (2010) Александра Солжењицина. У краткој причи о узалудним покушајима маршала Георгија Жукова да напише своје мемоаре, пензионисани маршал се присећа на службу против сељачке побуне у провинцији Тамбов. Подсећа на долазак Михаила Тухачевског да преузме команду над кампањом и његово прво обраћање својим људима. Најавио је да ће тактике тоталног рата и спаљене земље бити коришћене против цивила који помажу или чак симпатизирају сељачке побуњенике. Жуков се с поносом подсећа како је усвојена тактика Тухачевског и како је успела да сломи устанак. У том процесу, међутим, они су практично уништили околно село.
- Човек без даха (2013) Филипа Кера. Трилогија Берни Гунтер из 1993. године описује истраге совјетских ратних злочина од стране Вермахта. Кер је у свом раду приметио да је Биро за ратне злочине Вермахта наставио да постоји до 1945. О томе је писало у истоименој књизи Алфреда М. де Зајаса, коју је 1989. године објавио Универзитет у Небраски.[179]

### Уметност
- Дана 12. октобра 2013. године, тада 26-годишњи пољски студент уметности, Јерзи Бохдан Шумчик, подигао је покретну статуу поред Совјетског спомен обележја на Други светски рат у пољском граду Гдањску. На статуи је приказан совјетски војник који покушава да силује трудницу, вукући је за косу једном руком док јој другом гура пиштољ у уста. Власти су уклониле уметничко дело јер је постављено без званичне дозволе, али је постојало широко интересовање за многе интернет публикације. Тај чин подстакао је гневну реакцију руског амбасадора у Пољској.[180][181][182]